# 王曾敬
王曾敬（1933年7月—），男，天津人，中华人民共和国政治人物，曾任中华人民共和国纺织工业部副部长，第八届全国人大代表。